# Daria Naumava
Daria Sergueyeuna Naumava (en bielorruso: Дар’я Сяргееўна Навумава; Patoka, 26 de agosto de 1995) es una deportista bielorrusa que compite en halterofilia.
Participó en dos Juegos Olímpicos de Verano, obteniendo una medalla de plata en Río de Janeiro 2016, en la categoría de 75 kg, y el quinto lugar en Tokio 2020 (categoría de 76 kg).
Ganó una medalla de plata en el Campeonato Mundial de Halterofilia de 2018 y una medalla de oro en el Campeonato Europeo de Halterofilia de 2019.

## Palmarés internacional
| Juegos Olímpicos   | Juegos Olímpicos        | Juegos Olímpicos | Juegos Olímpicos |
| Año                | Lugar                   | Medalla          | Categoría        |
| ------------------ | ----------------------- | ---------------- | ---------------- |
| 2016               | Río de Janeiro (Brasil) | Medalla de plata | 75 kg            |
| Campeonato Mundial |                         |                  |                  |
| Año                | Lugar                   | Medalla          | Categoría        |
| 2018               | Asjabad (Turkmenistán)  | Medalla de plata | 81 kg            |
| Campeonato Europeo |                         |                  |                  |
| Año                | Lugar                   | Medalla          | Categoría        |
| 2019               | Batumi (Georgia)        | Medalla de oro   | 76 kg            |